# Tell Shihab
Tell Shihab (tiếng Ả Rập: تل شهاب; cũng đánh vần Tell esh-Shihab hoặc Tal Shehab) là một ngôi làng ở miền nam Syria, một phần hành chính của Tỉnh Daraa, nằm ở phía tây bắc Daraa trên biên giới Syria- Jordan. Các địa phương gần đó bao gồm al-Shaykh Saad và Nawa ở phía bắc, Muzayrib, Da'el và Tafas ở phía đông bắc, và al-Yadudah ở phía đông. Theo Cục Thống kê Trung ương Syria, Tell Shihab có dân số 9,430 trong cuộc điều tra dân số năm 2004.

## Từ nguyên
Tên của thị trấn là "hoàn toàn là tiếng Ả Rập" theo George Adam Smith và "Tell Shihab" được dịch là "Mound of the Warrior".

## Lịch sử

### Thời kì cổ xưa
Tell Shihab được cho là địa điểm của thành phố cổ Yeno'am. Vị trí của câu nói được bao quanh bởi sông Yarmuk, tương ứng với mô tả của thị trấn. Hơn nữa, một tấm bia từ Seti I, được phát hiện vào năm 1900 bởi George Adam Smith khi nói rằng xác nhận rằng đó là một trong những địa điểm bị vua Ai Cập chinh phục trong các chiến dịch của ông trong khu vực. Tấm bia, thiếu phần dưới, được xây vào tường của một ngôi nhà địa phương, và cho thấy Seti I với Amun-Ra và Mut. Wilhelm Max Müller lập luận rằng tấm bia không tưởng niệm chiến thắng, mà là bày tỏ lòng trung thành của người hiến dâng cho nhà vua của mình. Các sherds gốm thời đồ đồng cũng được tìm thấy trên trang web trong cuộc khai quật được thực hiện bởi William Foxwell Albright vào năm 1925.

### Ottoman
Vào cuối thế kỷ 19, ngôi làng có 750 cư dân và 160 ngôi nhà, và được mô tả là "nở hoa". Vào đầu thế kỷ 20, những người theo đạo Hồi của Tell Shihab thuộc về một gia đình quyền lực trong khu vực và sự thịnh vượng tương đối của thị trấn cho phép họ tích lũy một lượng lớn của cải. Theo Smith, người đã đến thăm vào năm 1900, "gần như tất cả dân làng trông hạnh phúc và thoải mái".

### Hiện đại
Trong cuộc nổi dậy chống chính phủ hiện nay ở Syria, phiến quân đối lập đã giành quyền kiểm soát Tell Shihab và từ đó nó đã được sử dụng như một điểm giao cắt chính cho những người tị nạn Syria chạy trốn đến Jordan. Vào ngày 6 tháng 9 năm 2012, Quân đội Syria đã tiến hành một cuộc tấn công vào thị trấn với sự hậu thuẫn của 20 xe tăng, theo các nhà hoạt động đối lập. Một số ngôi nhà bị cáo buộc đột kích và một số người đã bị chính quyền giam giữ.

## Địa lý
Tell Shihab nằm trên khu vực lân cận được hình thành bởi ngã ba của Wadi al-Meddan và Wadi Tell Shihab, đại diện cho biên giới hiện đại giữa Syria và Jordan. Với sự hiện diện của một số wadis, có rất nhiều nước trong thị trấn. Đây là một trong những thị trấn thấp nhất ở vùng núi Hauran, với độ cao hơn 1.000 foot (300 m) trên mực nước biển. Bao quanh Tell Shihab là những cánh đồng lúa mì trải dài.